# Cherlen
För andra betydelser, se Cherlen (olika betydelser).
Cherlen, även kallad Kerulen, är en flod som är 1 254 km lång och som rinner genom Mongoliet och Kina.
Den rinner upp i bergen i norra Mongoliet nordöst om staden Ulan Bator, där även Amurs andra källflod, Onon, har sitt ursprung, och strömmar mellan lägre åsar genom de till en del vulkaniska, ogästvänliga, saltmättade stäpperna i nordöstra Gobi på 2 000-600 m. höjd ned till den stora stäppsjön Hulunsjön. Därmed är vattendraget slut, enär sjön, som därjämte från öster upptager den från Stora Hinggan-bergen kommande långa Chalchin Gol endast om våren vid högvatten har något avlopp.
Som Amurs källflod betraktar Radde den i Stora Hingganbergen upprinnande Hailarfloden, som efter att ha upptagit en mängd tillflöden rinner ut i Dalai-gol, en från Hulunsjön utgående naturlig kanal, varigenom Hailarflodens och Cherlens vatten ibland förenas. Omkring 50 km nedanför Dalai-nor kommer vattendraget in på ryskt område och får namnet Argun. 
Cherlens floddal räknas tillsammans med floddalarna för Onon och Tuul ("de tre floderna") till det mongoliska folkets ursprungliga hemland.